# Marco Acilio Glabrione (console 256)
Marco Acilio Glabrione (latino: Marcus Acilio Glabrio; fl. 256) è stato un politico dell'Impero romano, console del 256.
Di lui sei epigrafi menzionano l'anno consolare. 